# Michael Stützer
Michael Stützer (ur. 10 sierpnia 1960 w Kopenhadze) – duński gitarzysta i jeden z założycieli zespołu Artillery.
Większość swojego dzieciństwa Michael spędził na muzykowaniu razem z bratem Mortenem, gdy mieli 13–14 lat postanowili założyć zespół, który nazwali Silvercross. Pierwszą gitarą Michaela była replika Gibson Les Paul. W kolejnych latach razem z bratem grał w różnych formacjach Unicorn, Voodoo oraz Devil's Symphony. W 1980 roku poznał muzyków Jørgena Sandaua, Pera Oninka oraz Carstena Nielsena, i razem założyli formację Artillery. W 1990 roku postanowił opuścić zespół i dołączył do Missing Link; w późniejszym czasie tak samo postąpił jego brat. Z nowym zespołem wydał trzy albumy w latach 1995–1997, lecz w 1998 roku zdecydował razem z Mortenem powrócić do Artillery, gdzie gra do dziś. Obecnie mieszka w Kopenhadze. Ma dwójkę dzieci.

## Dyskografia
| Artillery - 1985 – Fear of Tomorrow - 1987 – Terror Squad - 1990 – By Inheritance - 1999 – B.A.C.K. - 2009 – When Death Comes - 2011 – My Blood |